# Commandinos sats

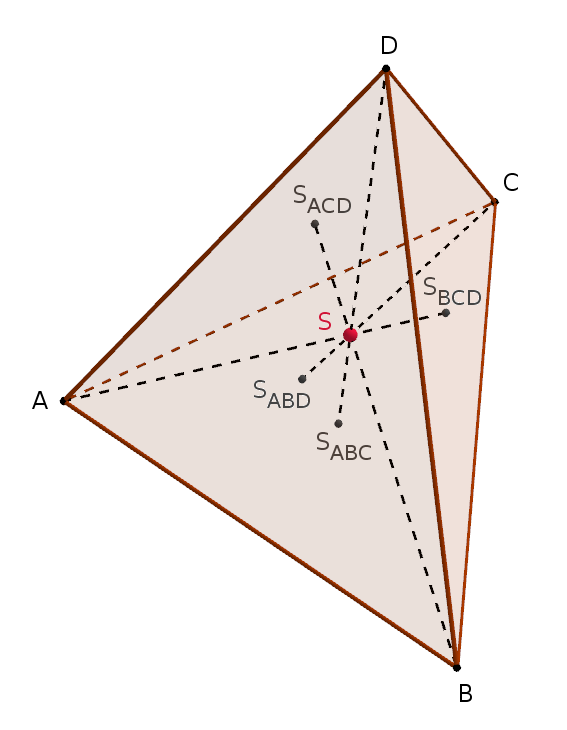
Tetraederns fyra medianer skär varandra i samma punkt.

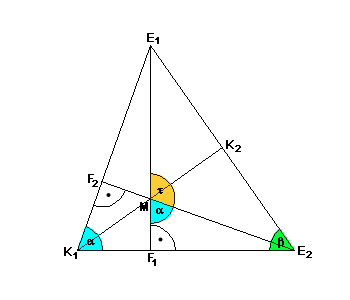
Figur 2. Denna figur avbildar en regelbunden tetraeder där höjderna och medianerna sammanfaller.

Commandinos sats är  en sats inom euklidisk geometri som säger att medianderna i en tetraeder skär varandra i en punkt som delar medianerna i förhållandet 3:1 med den längre delen mot tetraederhörnet. 
Den är uppkallad efter den italienske matematikern Federico Commandino (1509-1575) som publicerade förhållandet i sitt verk Liber de centro gravitatis solidorum 1565.
Punkten sammanfaller med en solid tetraeders tyngdpunkt.

## Bevis
Betrakta en tetraeder med de fyra hörnen {\displaystyle E_{1}}, {\displaystyle E_{2}}, {\displaystyle E_{3}} och {\displaystyle E_{4}}. Låt {\displaystyle K_{1}} vara mittpunkten på tetraederkanten {\displaystyle {\overline {E_{3}E_{4}}}} och konstruera triangeln i figur 2. {\displaystyle {\overline {E_{1}K_{2}}}} är då medianen i tetraedersidan {\displaystyle \triangle E_{1}E_{3}E_{4}} från {\displaystyle E_{1}} och likaledes är {\displaystyle {\overline {E_{2}K_{1}}}} medianen i tetraedersidan {\displaystyle \triangle E_{2}E_{3}E_{4}} från {\displaystyle E_{2}}. Dessa tetraedersidors tyngdpunkter ligger i {\displaystyle F_{2}} respektive {\displaystyle F_{1}}. Linjerna {\displaystyle {\overline {E_{1}F_{1}}}} och {\displaystyle {\overline {E_{2}F_{2}}}} är tetraederns medianer från hörnen {\displaystyle E_{1}} respektive {\displaystyle E_{2}}. De skär varandra i punkten {\displaystyle M}. {\displaystyle F_{1}} delar {\displaystyle {\overline {E_{2}K_{1}}}} i förhållandet 2:1 och {\displaystyle F_{2}} delar {\displaystyle {\overline {E_{1}K_{2}}}} på samma sätt. Vi kan sålunda konstatera ur vår figur att:
{\displaystyle |\triangle E_{2}F_{1}M|=2\cdot |\triangle K_{1}F_{1}M|}  (1)
{\displaystyle |\triangle E_{1}F_{2}M|=2\cdot |\triangle K_{1}F_{2}M|}  (2)
{\displaystyle |\triangle E_{1}E_{2}F_{1}|=2\cdot |\triangle E_{1}K_{1}F_{1}|}  (3) och
{\displaystyle |\triangle E_{2}E_{1}F_{2}|=2\cdot |\triangle E_{2}K_{1}F_{2}|}  (4)
Ur figuren och sedan med hjälp av (2) finner vi:
{\displaystyle |\triangle E_{2}E_{1}F_{2}|=|\triangle E_{1}F_{2}M|+|\triangle E_{1}E_{2}M|=2\cdot |\triangle K_{1}F_{2}M|+|\triangle E_{1}E_{2}M|}  (5)
Vidare, ur figuren och sedan med hjälp av (1):
{\displaystyle |\triangle E_{2}K_{1}F_{2}|=|\triangle E_{2}F_{1}M|+|\triangle K_{1}F_{1}M|+|\triangle K_{1}F_{2}M|=3\cdot |\triangle K_{1}F_{1}M|+|\triangle K_{1}F_{2}M|}  (6)
Med hjälp av (4) kan vi nu slå samman (5) och (6) till:
{\displaystyle 2\cdot |\triangle K_{1}F_{2}M|+|\triangle E_{1}E_{2}M|=2\cdot (3\cdot |\triangle K_{1}F_{1}M|+|\triangle K_{1}F_{2}M|)=}{\displaystyle =6\cdot |\triangle K_{1}F_{1}M|+2\cdot |\triangle K_{1}F_{2}M|\Leftrightarrow }
{\displaystyle |\triangle E_{1}E_{2}M|=6\cdot |\triangle K_{1}F_{1}M|}  (7)
På samma sätt som för (5) får vi ur figuren och sedan med hjälp av (2) att:
{\displaystyle |\triangle E_{1}E_{2}F_{1}|=|\triangle E_{2}F_{1}M|+|\triangle E_{1}E_{2}M|=2\cdot |\triangle K_{1}F_{1}M|+|\triangle E_{1}E_{2}M|}  (8)
Vidare, analogt med (6), ur figuren och sedan med hjälp av (1):
{\displaystyle |\triangle E_{1}K_{1}F_{1}|=|\triangle E_{1}F_{2}M|+|\triangle K_{1}F_{2}M|+|\triangle K_{1}F_{1}M|=3\cdot |\triangle K_{1}F_{2}M|+|\triangle K_{1}F_{1}M|}  (9)
Och analogt med (7) finner vi med hjälp av (3) att:
{\displaystyle 2\cdot |\triangle K_{1}F_{1}M|+|\triangle E_{1}E_{2}M|=2\cdot (3\cdot |\triangle K_{1}F_{2}M|+|\triangle K_{1}F_{1}M|)=}
{\displaystyle =6\cdot |\triangle K_{1}F_{2}M|+2\cdot |\triangle K_{1}F_{1}M|\Leftrightarrow }
{\displaystyle |\triangle E_{1}E_{2}M|=6\cdot |\triangle K_{1}F_{2}M|}  (10)
(7) och (10) ger oss nu:
{\displaystyle 6\cdot |\triangle K_{1}F_{1}M|=|\triangle E_{1}E_{2}M|=6\cdot |\triangle K_{1}F_{2}M|\Leftrightarrow }
{\displaystyle |\triangle K_{1}F_{1}M|=|\triangle K_{1}F_{2}M|}  (11)
Och, ur figuren, sedan med (2) och till slut med (11):
{\displaystyle |\triangle E_{1}K_{1}M|=|\triangle E_{1}F_{2}M|+|\triangle K_{1}F_{2}M|=3\cdot |\triangle K_{1}F_{2}M|=3\cdot |\triangle K_{1}F_{1}M|}
Men {\displaystyle \triangle E_{1}K_{1}M} och {\displaystyle \triangle K_{1}F_{1}M} har samma höjd i {\displaystyle K_{1}} så basen {\displaystyle {\overline {E_{1}M}}} måste sålunda vara tre gånger så lång som {\displaystyle {\overline {F_{1}M}}} och {\displaystyle M} delar alltså {\displaystyle {\overline {E_{1}F_{1}}}} i förhållandet 3:1. Och på samma sätt kan vi visa att {\displaystyle M} även delar {\displaystyle {\overline {E_{2}F_{2}}}} i förhållandet 3:1. Genom att sedan exempelvis byta ut {\displaystyle E_{2}} mot {\displaystyle E_{3}} och sedan mot {\displaystyle E_{4}} (och såklart byts då även {\displaystyle K_{1}} och {\displaystyle F_{2}} ut) visar man att alla medianerna skär varandra i samma punkt och att alla medianerna delas i förhållandet 3:1 av denna punkt.
Quod erat demonstrandum!